# Прачана
Прачана (хорв. Pračana) — населений пункт у Хорватії, в Істрійській жупанії у складі міста Бузет.

## Населення
Населення за даними перепису 2011 року становило 98 осіб.
Динаміка чисельності населення поселення:

## Клімат
Середня річна температура становить 12,76 °C, середня максимальна – 26,16 °C, а середня мінімальна – -1,46 °C. Середня річна кількість опадів – 1123 мм.
| Клімат поселення                              | Клімат поселення | Клімат поселення | Клімат поселення | Клімат поселення | Клімат поселення | Клімат поселення | Клімат поселення | Клімат поселення | Клімат поселення | Клімат поселення | Клімат поселення | Клімат поселення | Клімат поселення |
| Показник                                      | Січ.             | Лют.             | Бер.             | Квіт.            | Трав.            | Черв.            | Лип.             | Серп.            | Вер.             | Жовт.            | Лист.            | Груд.            |                  |
| Середній максимум, °C                         | 9,63             | 10,53            | 13,57            | 16,92            | 21,82            | 25,64            | 26,16            | 25,60            | 21,39            | 16,84            | 11,84            | 8,71             |                  |
| Середня температура, °C                       | 4,09             | 4,97             | 8,03             | 11,38            | 16,26            | 20,08            | 22,44            | 21,89            | 17,68            | 13,15            | 8,12             | 5,00             |                  |
| Середній мінімум, °C                          | −1,46            | −0,57            | 2,47             | 5,84             | 10,70            | 14,53            | 18,74            | 18,19            | 13,98            | 9,42             | 4,44             | 1,29             |                  |
| Норма опадів, мм                              | 81               | 64               | 83               | 91               | 84               | 97               | 68               | 97               | 101              | 127              | 125              | 105              |                  |
| Середньомісячна швидкість вітру, м/с          | 1.62             | 1.88             | 2.08             | 2.12             | 1.93             | 1.84             | 1.82             | 1.74             | 1.68             | 1.80             | 1.84             | 1.75             |                  |
| Середньомісячна сонячна радіація, кДж/м²·день | 4437             | 7337             | 10554            | 14903            | 19041            | 20862            | 21600            | 18463            | 13892            | 8848             | 4867             | 3701             |                  |
| --------------------------------------------- | ---------------- | ---------------- | ---------------- | ---------------- | ---------------- | ---------------- | ---------------- | ---------------- | ---------------- | ---------------- | ---------------- | ---------------- | ---------------- |
| Джерело:                                      |                  |                  |                  |                  |                  |                  |                  |                  |                  |                  |                  |                  |                  |